# Bulletstorm
Bulletstorm ist ein von People Can Fly und Epic Games entwickelter Ego-Shooter aus dem Jahr 2011. Er wurde von Electronic Arts für die PlayStation 3, Xbox 360 und Windows veröffentlicht und erschien in Deutschland am 24. Februar 2011. Das umstrittene Actionspiel zeichnet sich durch seinen überspitzten Stil und schwarzen Humor aus, da der Spieler Punkte für das Töten auf verrückteste und unmenschlichste Art und Weise erhält. Die deutsche Fassung erhielt nur stark gekürzt eine Altersfreigabe.
Am 7. April 2017 erschien eine Neuauflage unter dem Titel Full Clip Edition für Xbox One, PlayStation 4 und Microsoft Windows. Obwohl die Rechte an der Marke Bulletstorm weiterhin bei Electronic Arts liegen, übernahm den Vertrieb Gearbox Publishing. Die Full Clip Edition ist technisch überarbeitet und an moderne Konsolen angepasst. Darüber hinaus bietet sie die Möglichkeit, die Einzelspieler-Kampagne in der Rolle von Duke Nukem durchzuspielen. Nachdem die internationale Fassung von Bulletstorm im Februar 2017 von der Liste der jugendgefährdenden Medien gestrichen wurde, konnte die Neuauflage ungeschnitten in Deutschland veröffentlicht werden. am 30. August 2019 ist Bulletstorm mit dem Untertitel Duke of Switch Edition auch für die Nintendo Switch erschienen.

## Handlung
Das Spiel findet im 26. Jahrhundert statt. Man schlüpft in die Rolle des gesetzlosen Grayson Hunt, Anführer des Dead Echo Squads, welches von seinem Auftraggeber General Sarrano belogen wurde.
Grayson und sein Dead Echo Squad führen Morde im Auftrag von General Sarrano aus, der ihnen vorgibt, es handele sich um Massenmörder, Sklavenhändler und sonstigen Abschaum. Stattdessen sind die Ziele Reporter und andere Zivilisten, die Beweise gegen die Korruption Sarranos in der Hand haben. Als Gray das herausfindet, schwört er Sarrano Rache und entzieht sich der Konföderation.
Zehn Jahre später entdecken sie Sarranos Kommandoschiff „Ulysses“ in der Nähe des Planeten Stygia und beschließen, sie anzugreifen. Nachdem Graysons Schiff fast komplett zerstört wurde, fliegt er einen letzten Kamikaze-Angriff und rammt die Ulysses. Grayson und seine Mannschaft, bestehend aus Ishi Sato, Rell und Doc Oliver, stürzen auf Stygia ab. Als Gray wieder zu sich kommt, findet er Ishi Sato fast tot am Boden. Um Ishi zu retten, benötigt Doc Oliver eine Energiezelle für eine Bioschweißung. Gray und Rell machen sich auf den Weg und finden bei einer abgestürzten Fluchtkapsel einen von Serranos Männern, der sich gegen mehrere Einheimische mit einer Final-Echo-Peitsche und seinem Peacemaker zur Wehr setzt. Nachdem dieser umgekommen ist und Gray die letzten Einheimischen beseitigt hat, erhält Gray die Final-Echo-Peitsche und findet in der Kapsel die benötigte Energiezelle. Kurz darauf jedoch kommen Doc Oliver und Rell ums Leben, nur Ishi überlebt, der nun halb Mensch, halb Roboter ist. Ishi, der durch den Unfall und die Bioschweißung sehr geschwächt ist, muss sich erst daran gewöhnen, dass sein Körper nun zur Hälfte aus mechanischen Ersatzteilen besteht. Er benötigt einen Energieschub, um zu überleben, und so machen er und Gray sich auf die Suche. Immer wieder in Kämpfe mit Einheimischen verwickelt, erreichen sie einen Generator, und Ishi kann sich aufladen.
Durch die gefundene Final-Echo-Peitsche erhalten sie ein Funksignal von Trishka, der Final-Echo-Squadanführerin, die Sarrano persönlich unterstellt ist. Sie nehmen sofort die Verfolgung von Trishka auf, um somit Sarrano zu finden und von dem Planeten Stygia zu flüchten, da Gray dies Ishi im Vorfeld nach dem Absturz versprochen hat. Als die zwei Trishka schließlich finden, flüchtet sie vor ihnen, nach einer kurzen Verfolgungsjagd in einem Arbeitslager schließen sie sich jedoch zusammen. Zu dritt machen sie sich auf den Weg, Sarrano zu finden. Während eines Gespräches offenbart Trishka Gray, dass ihr Vater Novak von einem Kopfgeldjäger umgebracht wurde, wobei Gray bemerkt, dass er der besagte Kopfgeldjäger war. Als die drei schließlich bei Sarrano ankommen, nach einem Kampf gegen einen Hekatonsaurier, stößt dieser Trishka plötzlich von einem hohen Gebäude. Weil sie aber Sarrano für die Flucht von Stygia benötigen, kann Grayson nichts dagegen unternehmen. Er, Ishi und Sarrano machen sich auf den Weg zur abgestürzten Ulysses, um mit einem Rettungsschiff von dem Planeten zu entkommen. Auf dem Weg dorthin werden sie kurz von Sarrano getrennt, Ishi sichert Gray wahre Treue zu und nimmt sich vor, dass sie Sarrano doch noch töten werden, nachdem sie die Ulysses gefunden haben.
Auf der Ulysses angekommen aktiviert Sarrano eine DNA-Bombe, die alles Leben auf dem Planeten vernichten soll, und sperrt Gray und Ishi ein. Beide werden jedoch von Trishka befreit, die überraschenderweise den Sturz überlebt hat. Zusammen holen sie das ankommende Rettungsschiff ein und bekämpfen das Heavy-Echo-Squad, um zu Sarrano zu gelangen. In der Konfrontation mit ihm erfährt Trishka, dass Gray der Kopfgeldjäger war, der ihren Vater getötet hat. Sarrano nutzt den Augenblick, in dem sie abgelenkt ist, um über Ishi die Kontrolle zu übernehmen. Im folgenden Kampf wird Ishi ausgeschaltet und Sarrano schwer verletzt, Gray und Trishka jedoch werden aus dem Rettungsschiff abgeworfen und landen erneut auf Stygia. Sofort machen sich die zwei auf den Weg zur Ulysses, um in einer Fluchtkapsel bei der Explosion der Bombe in der Ulysses ins Weltall geschleudert zu werden. Dies gelingt ihnen buchstäblich in letzter Sekunde.
Nach dem Abspann hört man die Stimmen vom überlebenden Sarrano und dem nun völlig zum Cyborg gewandelten Ishi.

## Spielprinzip

### Allgemein
Bei Bulletstorm erhält man für das Töten von Feinden auf verschiedenste Art und Weise Punkte, mit denen man sich Munition oder Waffenupgrades kaufen kann. Mit der Final-Echo-Peitsche kann man Gegner zu sich ziehen und sie danach auf beliebige Art umbringen. Wenn ein Feind mit der Peitsche zu sich gezogen oder weggetreten wird, befindet er sich kurz in Zeitlupe, sodass man Zeit für genaues Zielen hat.
Im Spielverlauf findet man immer wieder blau leuchtende Kapseln, die man mit seiner Peitsche aktivieren kann. Diese Versorgungskapseln dienen zum Kauf von Munition oder Waffenupgrades, des Weiteren sind dort alle bisher freigeschalteten Skillshots aufgelistet und man erhält einen Überblick über seine Statistik.

### Skillshot-System
Skillshots sind bestimmte Art und Weisen, den Gegner zu töten, um Punkte zu erhalten. Für die Ausführung unterschiedlicher Skillshots gibt es eine unterschiedliche Anzahl an Punkten, Ziel ist es, so viele Punkte wie möglich zu erhalten.
Ein paar Beispiele zu den Skillshots:
| Skillshot    | Beschreibung                                                                          | Punkte     |
| ------------ | ------------------------------------------------------------------------------------- | ---------- |
| Würgereiz    | Schießen Sie einem Gegner in den Hals.                                                | 50 Punkte  |
| Graffiti     | Töten Sie einen Gegner, indem Sie ihn gegen eine Oberfläche treten.                   | 25 Punkte  |
| Voodoo-Puppe | Töten Sie einen Gegner, indem Sie ihn auf einen scharfen Metallgegenstand schleudern. | 100 Punkte |
| Nachbrenner  | Töten Sie einen Gegner, der in Flammen steht.                                         | 50 Punkte  |
| Kugel-Kick   | Treten Sie einen Gegner und erschießen Sie ihn anschließend.                          | 25 Punkte  |
| Fastfood     | Töten Sie einen Gegner, indem Sie ihn mit einem Hotdogwagen rammen.                   | 100 Punkte |

Neben diesen Standard-Skillshots gibt es noch für jede freigeschaltete Waffe Extra-Skillshots.

## Entwicklungsgeschichte
Die Fassung für Deutschland wurde gegenüber der Originalfassung um viele Gewalteffekte und -darstellungen reduziert und erhielt von der USK eine Altersfreigabe ab 18 Jahren. Die Originalfassung wurde im Juni 2011 von der BPjM indiziert und im Februar 2017 wieder von der Liste gestrichen.
In der Epic-Version des Spieles war ein Zugang zur öffentlichen Multiplayer-Beta von Gears of War 3 enthalten. Auch diese Version wurde indiziert. Der Zugang ermöglichte den Spielern die Teilnahme ab dem 18. April 2011, eine Woche vor Anlauf der regulären Testphase. Die reguläre öffentliche Betaphase dauerte vom 25. April 2011 bis einschließlich 15. Mai 2011.

## Rezeption

### Wertungen
Kommentar von Play3.de: „Diese Wertung tut uns in der Seele weh. Denn „Bulletstorm“ ist ein wirklich erstklassiger Shooter. Die Ideen sind toll. Das Szenario frisch. Eine deutlich höhere Wertung wäre problemlos möglich gewesen. Aber die radikalen Schnitte kosten das Spiel wertvolle Punkte. Wenn bei einem Spiel, das auf übertriebener und damit persiflierter Gewaltdarstellung basiert, diese Effekte plötzlich wegfallen, dann geht einfach zu viel Atmosphäre verloren. So auch bei „Bulletstorm“! Was übrig bleibt, ist ein guter Shooter mit einem ziemlich faden Beigeschmack. Daher empfehlen wir erwachsenen Spielern den Import der englischen Originalversion. Dort bekommt ihr die volle Spielspaß-Dröhnung – selbstironisch, frisch und unverbraucht. Hier kann man gut und gerne eine Wertung von 8.0 bis 8.5 vergeben.“

### Bulletstorm und Fox
Der konservative US-amerikanische Nachrichtensender Fox News löste eine Diskussion um Gewalt und Sex in Bulletstorm aus. In einem Onlineartikel des Senders wurde Bulletstorm aufgrund der plakativen Gewalt und vor allem aufgrund der sexuellen Anspielungen in den Titeln der Skillshots als Kandidat für „das schlimmste Videospiel der Welt“ bezeichnet. Der Autor stellte einen Zusammenhang zwischen Spielen und Sexualverbrechen her. Epic Games' Präsident Mike Capps äußerte sich dazu folgendermaßen:

„Für ein so überzogenes Spiel wie Bulletstorm, haben sie [Fox News] eher für höhere Verkaufszahlen gesorgt als die Leute zu überzeugen, auf uns rumzuhacken. Jeder Journalist war der Meinung, dass der Fox-Bericht Unsinn war. Aber für die gesamte Branche war die Aktion wirklich schlimm. Es gibt Leute, die die Meinung Fox News sehr ernst nehmen und nun überzeugt sind, dass Spiele schlecht sind.“